# Sani Sakakini
Sani Sakakini (Ramala, Estado de Palestina, 19 de agosto de 1988) es un baloncestista palestino que juega en la posición de ala-pívot para el New Taipei Kings de la Taiwan Professional Basketball League. Su carrera como profesional la ha desarrollado mayormente fuera de su país, jugando en ligas de Jordania, China, Líbano, Venezuela, Emiratos Árabes Unidos, Kuwait y Taiwán. Representa a Palestina a nivel internacional.

## Trayectoria
Sakakini proviene de una familia de cisjordanos muy vinculados al baloncesto. Su padre y todos sus hermanos comenzaron a practicar el deporte desde su niñez. Debutó en el campeonato palestino con el equipo superior del Sareyyet Ramala cuando apenas tenía 14 años.
En 2007 fue reclutado por el Al-Riyadi Amman de Jordania, que le ofreció además una beca para estudiar en la  Universidad Jordana de Ciencia y Tecnología. De ese modo se convirtió en el primer baloncestista palestino de la historia en jugar profesionalmente.
En 2011 arribó por primera vez a China, contratado por los Guangzhou Free Man de la NBL, la segunda división del baloncesto profesional del país. Su buena actuación en ese torneo le abrió las puertas a la CBA, luego de que el Qingdao Eagles le ofreciese un contrato.
En los años siguientes se afianzaría como jugador en China, retornando también a Jordania (para jugar con el Al-Riyadi y el Orthodox de Amán) e incursionando en el Líbano (formó parte del Hoops Club y del Champville SC).
En marzo de 2017 se incorporó a los Trotamundos de Carabobo de la Liga Profesional de Baloncesto de Venezuela. Sin embargo sólo jugó 7 partidos, dejando el equipo un mes después a causa de una lesión.
Regresó a China para disputar la temporada 2017-18 de la CBA con los Guangzhou Loong Lions, pero antes de comenzar el campeonato tuvo la oportunidad de enfrentar a los Washington Wizards de la NBA.
En marzo de 2018 se sumó al Shabab Al Ahli Dubai de la D1 de Catar. Tras ganar el título, regresó a los Trotamundos de Carabobo, equipo con el que terminaría como subcampeón de la LPB.
El siguiente destino de Sakakin sería la SBL de Taiwán, siendo contratado por los Yulon Luxgen Dinos.
En agosto de 2019 se anunció su retorno a la CBA, esta vez como integrante de los Beijing Royal Fighters, equipo que llegaría hasta los cuartos de final de los playoffs de esa temporada.
Sakakini jugó para Orthodox Beit Sahour de Palestina en el verano de 2021, antes de instalarse en Taiwán donde actuaría durante los dos siguientes años con el Taichung Suns de la T1 y los Taoyuan Pilots de la P. League+ (en el medio disputó el Campeonato Árabe de Clubes como refuerzo del Al-Kuwait).
En agosto de 2023 firmó con el Al Riyadi Beirut de la Liga Libanesa de Baloncesto y la West Asia League. Culminada la temporada, se unió al Beirut Club, con el que disputó la Super Copa de Siria en septiembre de 2024, y regresó luego a Taiwán como fichaje de los New Taipei Kings de la Taiwan Professional Basketball League.

## Selección nacional
Sakakini actuó con la selección de baloncesto de Palestina desde 2006 hasta 2021, formando parte de la escuadra que consiguió la clasificación y jugó en el Campeonato FIBA Asia de 2015.